# Fútbol Club Cartagena
Il Fútbol Club Cartagena è una società calcistica con sede a Cartagena, in Spagna. Gioca nella Segunda División, il secondo livello del campionato spagnolo.
Gioca le partite casalinghe allo stadio Cartagonova, le rivalità più sentite sono quelle con il Real Murcia e il Lorca. Ha vinto due campionati di Tercera División (1996-1997 e 1997-1998) e due di Segunda División B (2005-2006 e 2008-2009). Nel 2010 il Cartagena è diventato una Sociedad Anónima Deportiva.

## Storia
Il Fútbol Club Cartagena venne fondato con il nome di Cartagonova Fútbol Club il 25 luglio 1995; il primo presidente fu il fondatore Florentino Manzano. Esordì nella Segunda División B nella stagione 1998-1999 dopo aver dominato per due anni la Tercera División. A partire dal 2003-2004 il club cambia nome in Fútbol Club Cartagena e alla presidenza del club subentra Luis Oliver Albesa; con lui inizia un periodo difficile quando il Cartagena viene investito da problemi economici e sfiora la retrocessione. Sull'orlo del fallimento, il club viene acquistato da Francisco Gómez Hernández, locale imprenditore, che consolida la società saldando i debiti ed ottenendo la promozione in Segunda División nella stagione 2008-2009, dopo svariati tentativi. L'anno successivo arrivano importanti giocatori come Pascal Cygan, Víctor, Enrique de Lucas, Rubén, Javier Casas, Antonio Longás, Unai Expósito e Javier Balboa e la squadra ottiene subito buoni risultati come le vittorie rifilate a Las Palmas, Girona, Cadice e Real Murcia, sfiorando anche la promozione in Primera División.
Al termine della stagione 2011/12 retrocede nuovamente in Segunda Division B.

## Stadio
Lo stadio del Cartagena è il Cartagonova, inaugurato il 7 febbraio 1988; ha una capacità di 14.532, il terreno misura 105 x 68 metri, ed è stato ristrutturato nel gennaio del 2000. La maggiore affluenza di spettatori è stata registrata il 30 giugno 1999, in occasione della partita per la promozione in Segunda División contro il Córdoba, quando allo stadio furono presenti 20.000 spettatori. Il 26 gennaio 2000 il Cartagonova ospitò la partita amichevole tra Spagna e Polonia, prima partita della nazionale maggiore giocata nella regione di Murcia.

## Palmarès

### Competizioni nazionali
- Segunda División B: 4

2005-2006, 2008-2009, 2017-2018 (gruppo IV), 2019-2020 (gruppo 4)

### Altri piazzamenti
- Segunda División B:

Secondo posto: 1981-1982 (gruppo II), 1990-1991 (gruppo IV), 1998-1999 (gruppo III), 2012-2013 (gruppo IV)
Terzo posto: 2013-2014 (gruppo IV), 2018-2019 (gruppo 4)

## Evoluzione della divisa
| 1995-1998 | 1998-2001 | 2001-2002 | 2002-2003 | 2003-2007 | 2007-2008 |

| 2008-2009 | 2009-2010 | 2010-2011 | 2011-2012 |

## Giocatori

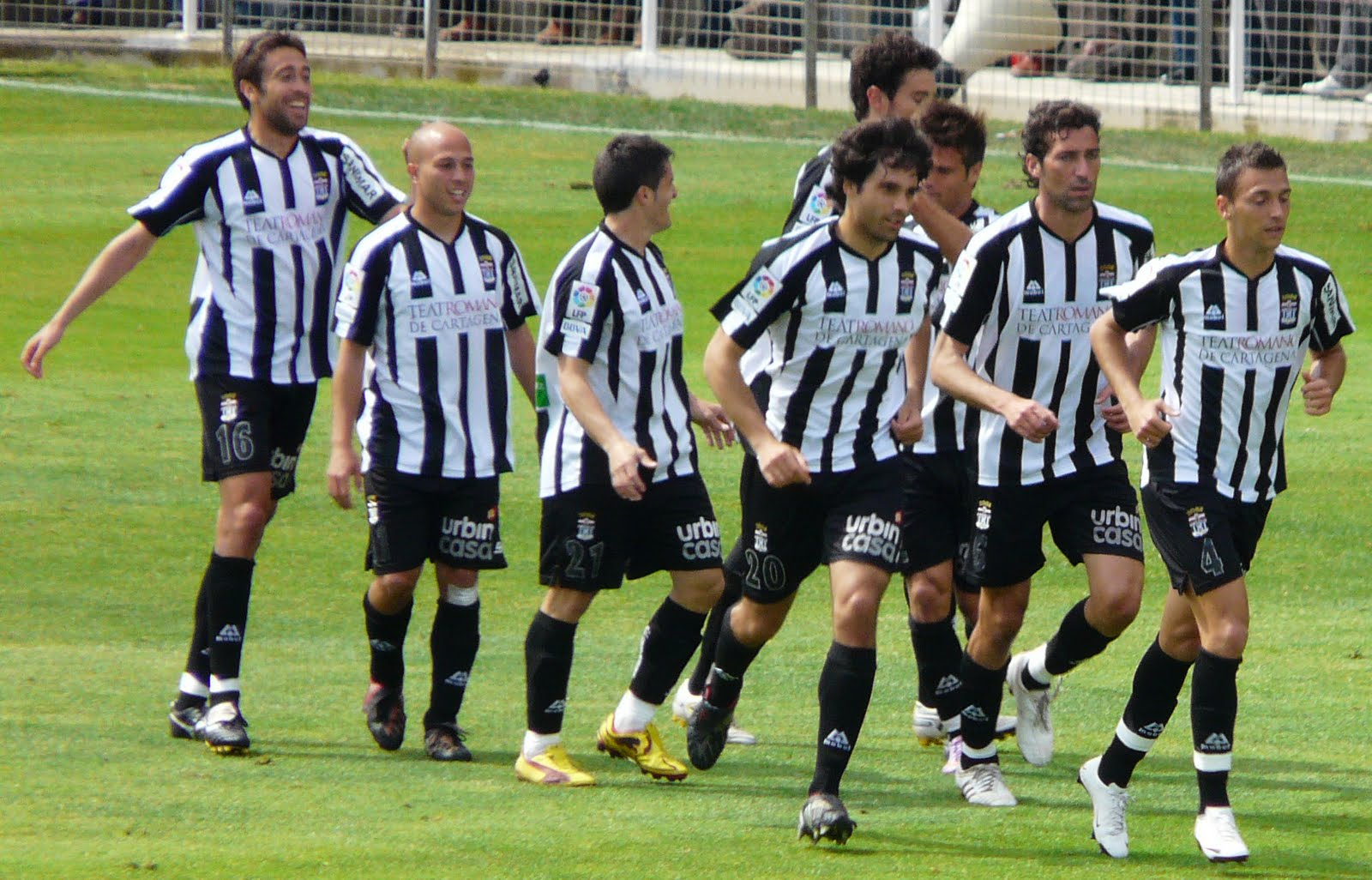
I giocatori del Cartagena nel 2010

I giocatori del Cartagena con più rappresentativi e con presenze in campionato sono Mariano Sánchez Martínez (297 presenze 2005-2014), Alberto García (210 presenze 1996-2002), Javi Manzano (182 presenze 1995-2001), Sívori (169 presenze 2003-2008), Ander Lafuente (201 presenze 2005-2012) e Juan Cabrejo (133 presenze 2005-2009).

## Allenatori
- 1995-1997:  Chechu Delgado
- 1997:  Roberto Álvarez
- 1997-1998:  Javier Quintana
- 1998:  Pedro Valentín Mora
- 1998-2000:  Jesús Aranguren
- 2000:  Paco Sánchez
- 2001:  Juanjo Díaz
- 2001:  José Carlos Trasante
- 2001:  Antonio Gómez Fernández
- 2001-2002:  Felipe Mesones Temperán
- 2002:  José Ramón Corchado
- 2002:  Chechu Delgado
- 2002:  José Murcia
- 2002:  Manuel Palomeque
- 2002:  Juan Antonio Señor
- 2003:  Miguel Rivera Mora
- 2003-2004:  José Antonio Rodríguez
- 2004:  Juan Francisco Alcoy
- 2004:  Pep Balaguer
- 2005:  Vicente Carlos Campillo
- 2005:  Juan Francisco Alcoy
- 2005-2006:  Juan Ignacio Martínez
- 2006-2007:  David Amaral
- 2007:  Pedro Arango Segura
- 2007:  José Luis Montes
- 2007:  Juan Francisco Alcoy
- 2007-2008:  Pichi Lucas
- 2008:  Fabriciano González
- 2009:  Paco Jémez
- 2009-2011:  Juan Ignacio Martínez
- 2011:  Paco López
- 2011:  Javi López
- 2012:  Carlos Ríos
- 2012:  Pato
- 2012-2013:  Pacheta
- 2013:  José Miguel Campos
- 2013-2014:  Luis García Tevenet
- 2014:  Simón Ruiz Díaz
- 2015:  Manuel Palomeque
- 2015-2016:  Víctor Manuel Fernández
- 2016- 2018:  Alberto Jiménez Monteagudo
- 2018:  Gustavo Munúa

## Organico

### Rosa 2024-2025
Aggiornata al 26 novembre 2024.
| N. |                       | Ruolo | Calciatore        |
| -- | --------------------- | ----- | ----------------- |
| 1  | Spagna (bandiera)     | P     | Pablo Cuñat       |
| 2  | Spagna (bandiera)     | D     | Jorge Moreno      |
| 3  | Spagna (bandiera)     | D     | José Antonio Ríos |
| 4  | Spagna (bandiera)     | D     | Pedro Alcalá      |
| 5  | Spagna (bandiera)     | D     | Gonzalo Verdú     |
| 6  | Spagna (bandiera)     | C     | Sergio Guerrero   |
| 7  | Uruguay (bandiera)    | A     | Gastón Valles     |
| 8  | Spagna (bandiera)     | C     | Luis Muñoz        |
| 9  | Spagna (bandiera)     | A     | Alfredo Ortuño    |
| 10 | Spagna (bandiera)     | A     | Dani Escriche     |
| 12 | Montenegro (bandiera) | D     | Andrija Vukcevic  |

| N. |                               | Ruolo | Calciatore            |
| -- | ----------------------------- | ----- | --------------------- |
| 17 | Spagna (bandiera)             | C     | Andy Rodríguez        |
| 18 | Argentina (bandiera)          | C     | Damián Musto          |
| 19 | Spagna (bandiera)             | D     | Martín Aguirregabiria |
| 20 | Spagna (bandiera)             | D     | Jairo Izquierdo       |
| 22 | Spagna (bandiera)             | D     | Kiko Olivas           |
| 23 | Spagna (bandiera)             | C     | Cédric Teguía         |
| 24 | Montenegro (bandiera)         | D     | Nikola Šipčić         |
| 34 | Spagna (bandiera)             | C     | Hugo González         |
| 37 | Italia (bandiera)             | C     | Pocho Román           |
| 40 | Spagna (bandiera)             | P     | Toni Fuidias          |
|    | Guinea Equatoriale (bandiera) | C     | José Machín           |

### Rosa delle stagioni precedenti
- 2020-2021